# Alpes e Pré-Alpes Bergamascos
Os Alpes e Pré-Alpes Bergamascos  são um maciço montanhoso que se encontra na província de Bergamo da  Itália. O ponto mais alto é o Pizzo Coca com 3.052 m.

## Localização
Os Alpes e Pré-Alpes Bergamascos estão rodeados ao Norte pelos Alpes Réticos ocidentais, e a Nordeste pelos Alpes Réticos meridionais

## SOIUSA
A Subdivisão Orográfica Internacional Unificada do Sistema Alpesno (SOIUSA) dividiu em 2005 os Alpes em duas grandesPartes: Alpes Ocidentais e Alpes Orientais, separados pela linha formada pelo  Rio Reno - Passo de Spluga - Lago de Como - Lago de Lecco.
A secção alpina dos Alpes e Pré-Alpes Bergamascos é formada pelos Alpes de Orobie e pelos Pré-Alpes Bergamascos.

### Classificação  SOIUSA
Segundo a SOIUSA este acidente geográfico é uma Secção alpina  com as seguintes características:
- Parte = Alpes Orientais
- Grande sector alpino = Alpes Orientais-Sul
- Secção alpina = Alpes e Pré-Alpes Bergamascos
- Código = II/C-29

## Imagens

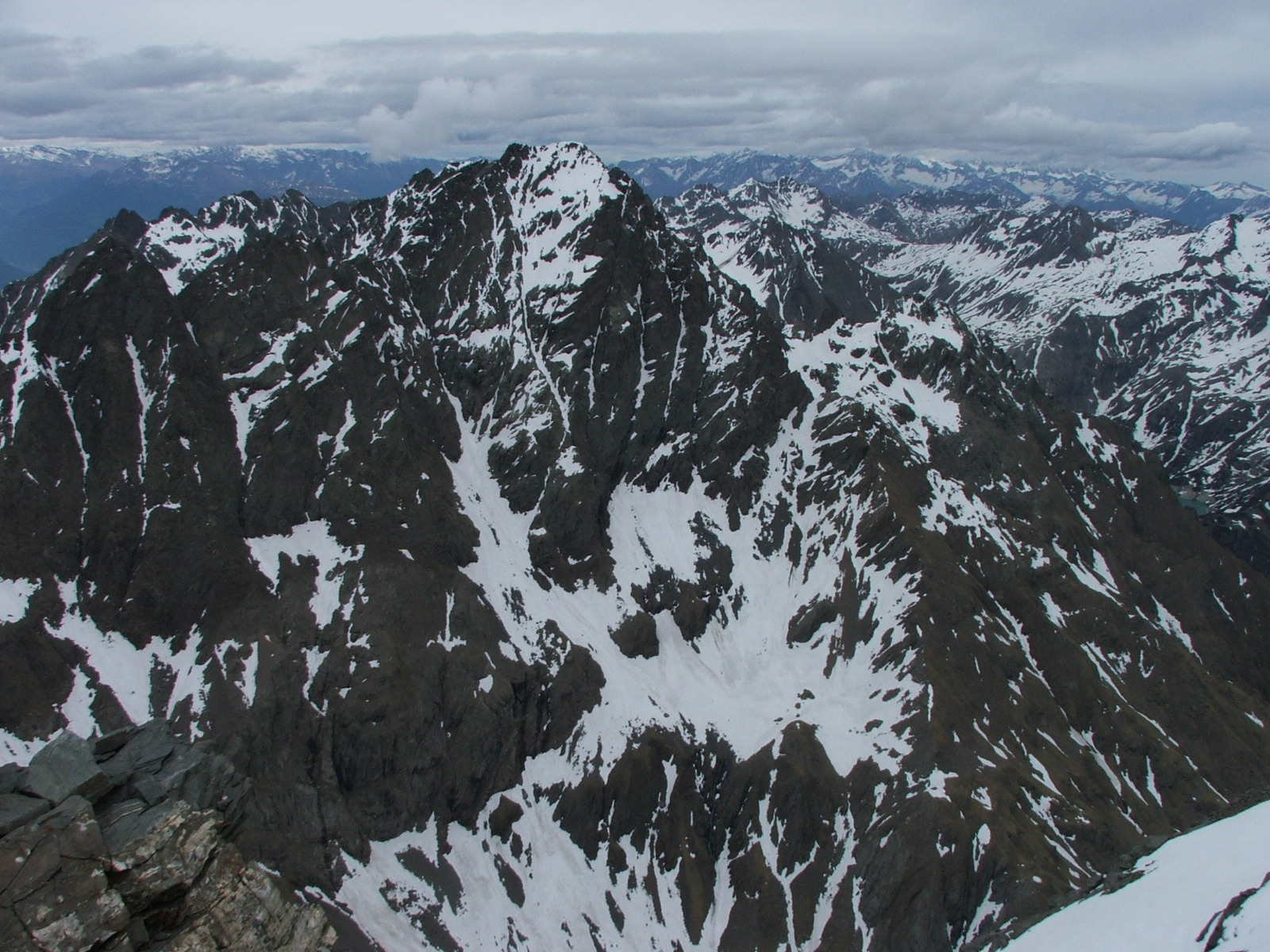
O Pizzo Coca